# Vinnuflokkurin
Vinnuflokkurin (dansk: Erhvervspartiet) var et konservativt politisk parti på Færøerne stiftet i 1935 af en gruppe forretningsfolk, anført af Thorstein Petersen og Christian Holm Jacobsen, som forinden havde medvirket til oprettelsen af den første rent færøske bank, Sjóvinnubankin, hvor Petersen og Jacobsen var henholdsvis direktør og bestyrelsesformand. 
Partiet blev stiftet i opposition til Javnaðarflokkurin og blev dermed Færøernes andet primært økonomisk orienterede parti. I selvstyrespørsmålet udkonkurrerede Vinnuflokkurin – og dets arvtager Fólkaflokkurin – snart Sjálvstýrisflokkurin i kampen om at være det unionsvenlige Sambandsflokkurins hovedmodstander. Dette på trods af, at Vinnuflokkurin i begyndelsen var tilbageholdende i spørgsmålet.
Vinnuflokkurin opstillede på liste (I) ved lagtingsvalget i 1936 og fik 8,1% af stemmerne, hvilket gav to pladser i Lagtinget, som tilfaldt Sámal Ellefsen og Christian Holm Jacobsen, hvorimod Thorstein Petersen aldrig repræsenterede partiet i Lagtinget. I 1938 tilsluttede Sjálvstýrisflokkurins medstifter Jóannes Patursson (der havde været løsgænger siden 1936) sig Vinnuflokkurins lagtingsgruppe.
Vinnuflokkurin og udbrydere fra Sjálvstýrisflokkurins højrefløj gik sammen om at danne Fólkaflokkurin i 1939 (formelt stiftet lige efter årsskiftet), hvor Thorstein Petersen blev valgt til næstformand og Patursson til formand.
Dagblaðið var Vinnuflokkurins nyhedsorgan og gik videre til at være partiavis for Fólkaflokkurin i 1939-40.